# Rówieńska Elektrownia Jądrowa
Rówieńska Elektrownia Jądrowa (ukr. Рівненська атомна електростанція) – elektrownia jądrowa na Ukrainie, w miejscowości Warasz. Ma obecnie cztery reaktory.

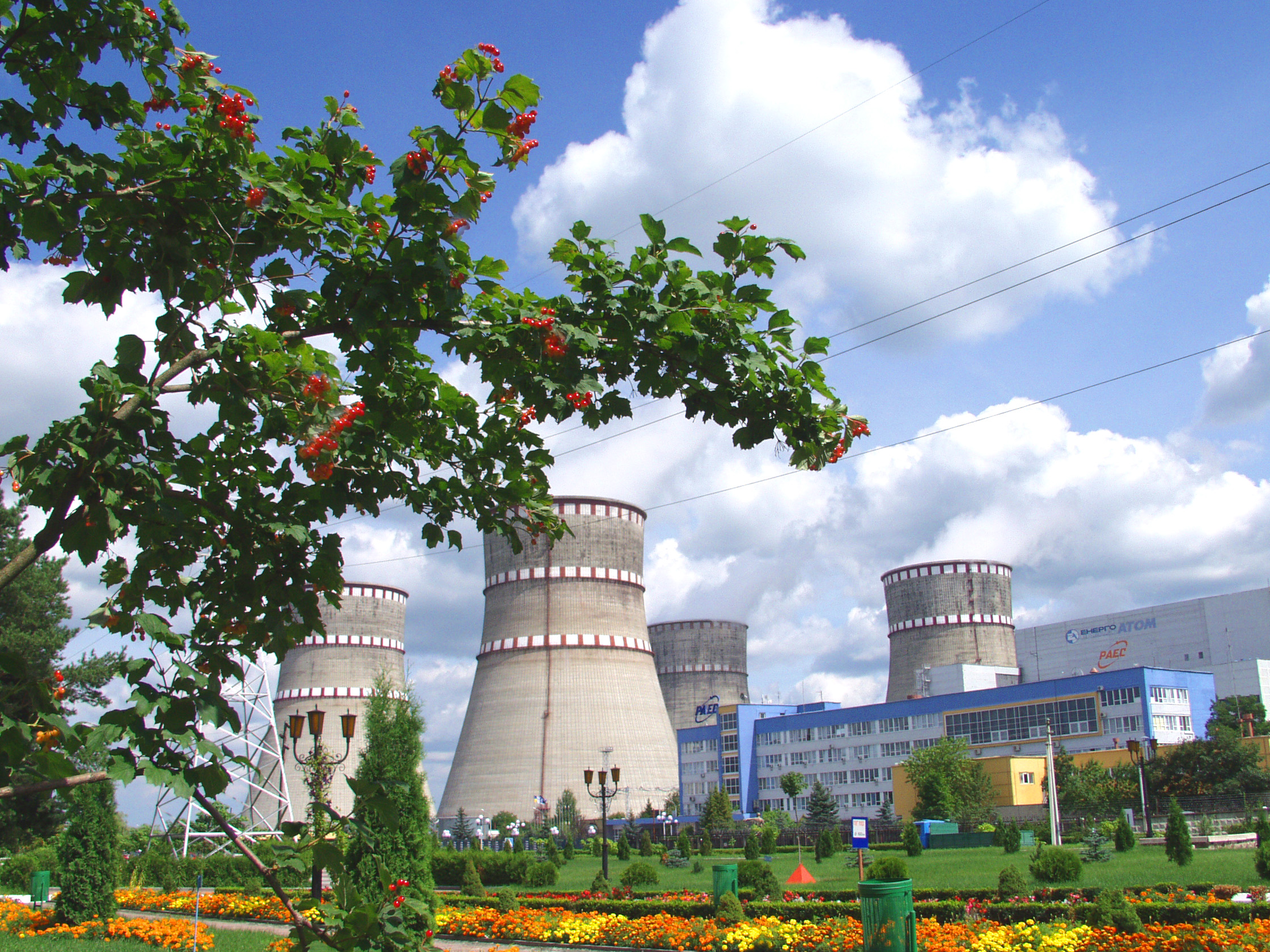
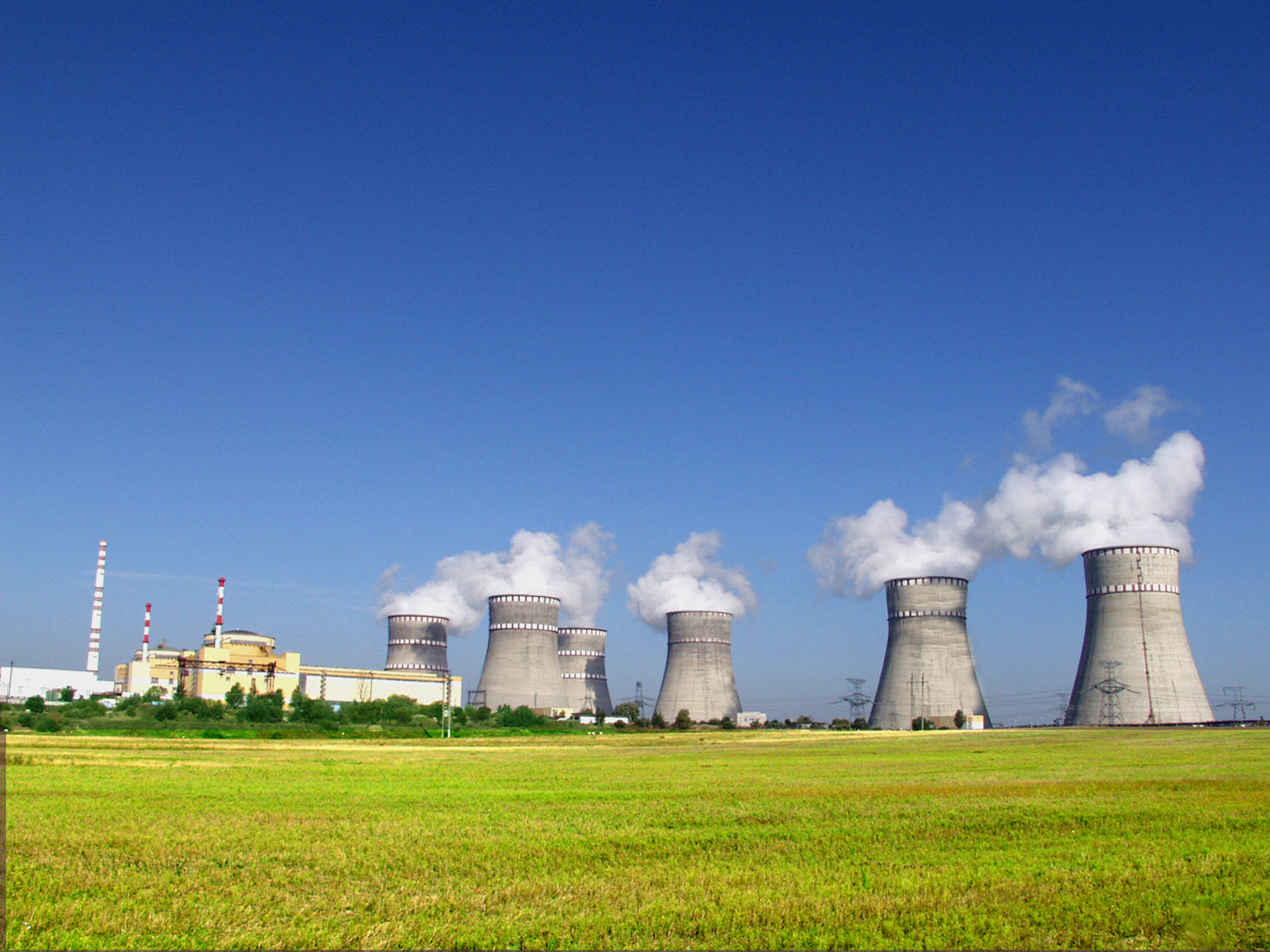
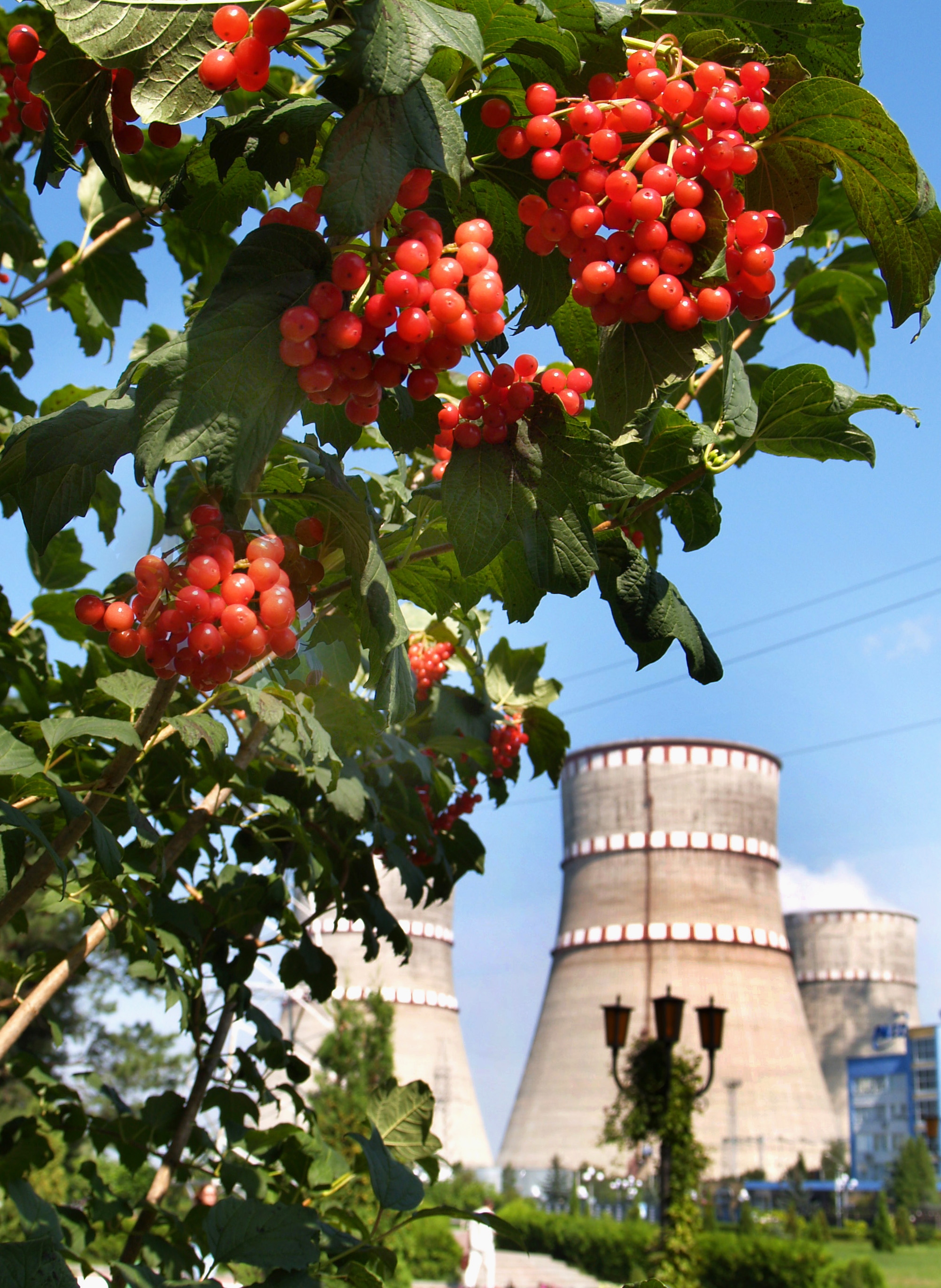

| Reaktor | Typ reaktora  | Moc sieciowa | Pierwsza reakcja łańcuchowa | Podłączenie do sieci |
| ------- | ------------- | ------------ | --------------------------- | -------------------- |
| 1       | WWER-440/213  | 361 MW       | grudzień 1980               | wrzesień 1981        |
| 2       | WWER-440/213  | 384 MW       | grudzień 1981               | lipiec 1982          |
| 3       | WWER-1000/320 | 950 MW       | listopad 1986               | maj 1987             |
| 4       | WWER-1000/320 | 950 MW       | październik 2004            | kwiecień 2006        |